# Francisco Peralta y Ballabriga
Francisco Peralta y Ballabriga (Híjar, 15 agosto 1911 – Saragozza, 23 agosto 2006) è stato un vescovo cattolico spagnolo.

## Biografia
Nato nel 1911, si formò nel seminario di Saragozza negli anni 1921-1928 e proseguì gli studi a Roma dal 1929 al 1937 ottenendo il dottorato in teologia, diritto canonico e filosofia scolastica e un diploma in scienze bibliotecarie presso la Biblioteca Vaticana.
Ordinato sacerdote il 28 marzo 1936, ebbe il suo primo incarico pastorale in diocesi come parroco di Jatiel, Castelnou e della Puebla de Híjar. Fu anche docente nel seminario e nell'Università di Saragozza.
Nel 1944 fu nominato cancelliere-segretario e docente nel seminario della diocesi di Huesca.
Nominato vescovo di Vitoria il 9 gennaio 1955, venne consacrato il 20 marzo successivo dall'allora arcivescovo Ildebrando Antoniutti, nunzio apostolico in Spagna, coconsacranti Rigoberto Domenech y Valls, arcivescovo metropolita di Saragozza, e José María Bueno y Monreal, arcivescovo coadiutore di Siviglia.
Partecipò a tutte le sessioni del Concilio Vaticano II e promosse nella sua diocesi la riforma liturgica promossa dal Concilio.
Dimessosi il 10 luglio 1978, rimase in diocesi come amministratore apostolico fino al 30 marzo 1979, data in cui il suo successore, mons. José María Larrauri Lafuente, prese possesso della sede. Morì il 23 agosto 2006, 8 giorni dopo avere compiuto novantacinque anni.

## Genealogia episcopale
La genealogia episcopale è:
- Cardinale Scipione Rebiba
- Cardinale Giulio Antonio Santori
- Cardinale Girolamo Bernerio, O.P.
- Arcivescovo Galeazzo Sanvitale
- Cardinale Ludovico Ludovisi
- Cardinale Luigi Caetani
- Cardinale Ulderico Carpegna
- Cardinale Paluzzo Paluzzi Altieri degli Albertoni
- Papa Benedetto XIII
- Papa Benedetto XIV
- Papa Clemente XIII
- Cardinale Marcantonio Colonna
- Cardinale Giacinto Sigismondo Gerdil, B.
- Cardinale Giulio Maria della Somaglia
- Cardinale Carlo Odescalchi, S.I.
- Cardinale Costantino Patrizi Naro
- Cardinale Serafino Vannutelli
- Cardinale Domenico Serafini, Cong. Subl. O.S.B.
- Cardinale Pietro Fumasoni Biondi
- Cardinale Ildebrando Antoniutti
- Vescovo Francisco Peralta y Ballabriga